# 히라마쓰 겐지

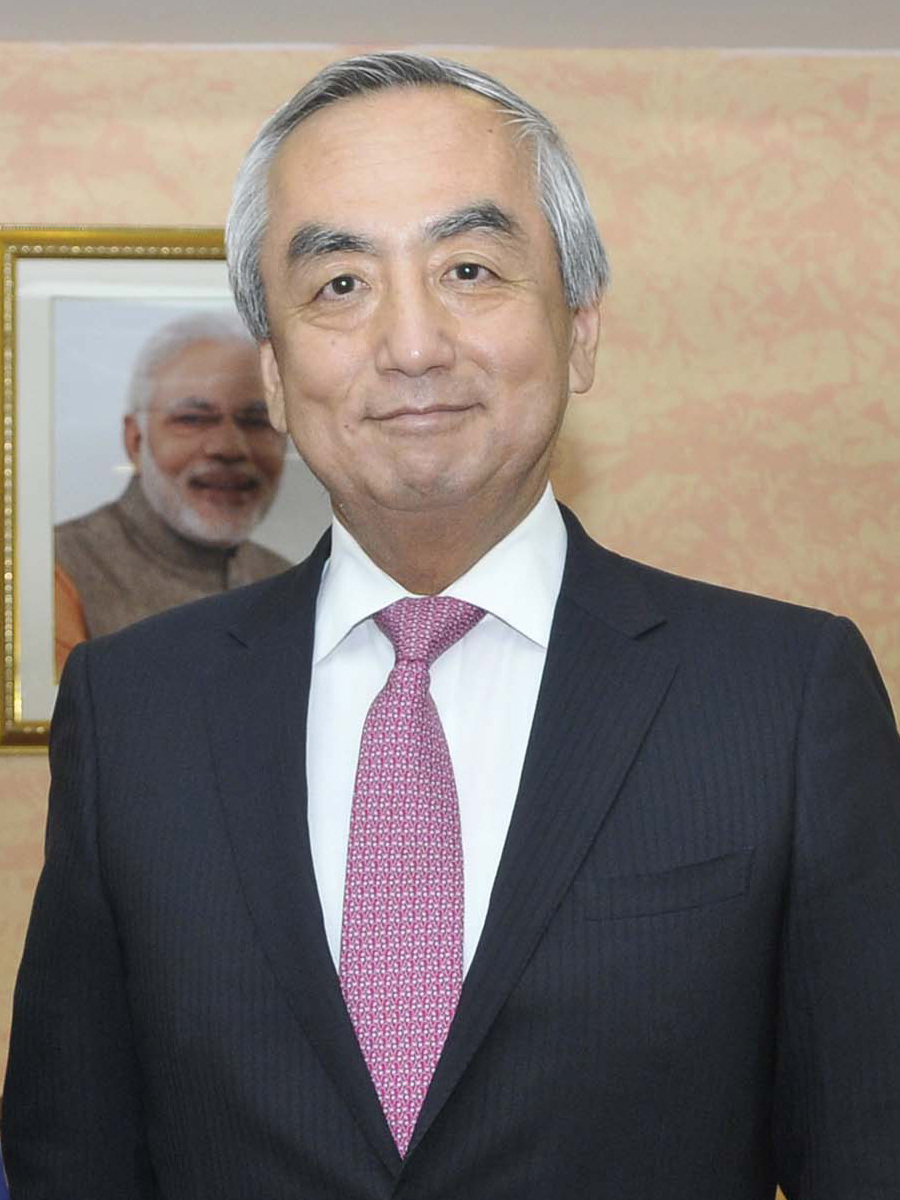
히라마쓰 겐지(2017년)

히라마쓰 겐지(일본어: 平松 賢司, 1956년 12월 22일 ~ )는 일본의 외교관이다. 2011년부터 2012년까지 외무성 지구규모과제심의관, 2012년부터 2015년까지 외무성 종합외교정책국장, 2015년부터 2019년까지 주인도 특명전권대사, 2019년부터 2022년까지 주스페인 특명전권대사를 맡았다.

## 인물
오사카부 출신으로 교토 대학 법학부를 졸업하고 1979년 외무성에 입성했다. 외무성 동남아시아 2과장, 종합외교정책국 안보정책과장, 외무대신 비서관 사무 취급을 거쳐 2001년부터 외무성 아시아 대양주국 동북아시아과장, 2003년 7월 1일부터 주미국 공사 겸 하버드 대학교 연구원을 맡았다. 주영국 일본대사관 총괄공사 겸 런던 총영사, 외무성 중남미국 참사관 겸 경제국 참사관을 거쳐 2008년 7월부터 중남미국 심의관 겸 경제국 심의관, 2011년 1월부터 2012년까지 외무성 지구규모과제심의관, 2012년부터 외무성 종합외교정책국장을 역임했다. 2015년부터 2019년까지 주인도 특명전권대사, 2019년부터 2022년까지 주스페인 특명전권대사를 맡았다.